# Ptasznik kobaltowy
Ptasznik kobaltowy (Cyriopagopus lividus) - duży pająk z rodziny ptaszników o jaskrawo niebieskim kolorze.

## Taksonomia
Gatunek ten opisany został przez A. M. Smitha w 1996 roku jako Haplopelma lividum. Umieszczany był w podrodzaju Melopoeus. W 2015 roku A.M. Smith i M.A. Jacobi opublikowali wyniki badań nad materiałem typowym rodzaju Haplopelma. Zgodnie z nimi nazwa ta jest młodszym synonimem rodzaju Cyriopagopus. W związku gatunek został przeniesiony pod nazwę Cyriopagopus lividus.

## Wygląd
Młode pajączki są brązowe, nabierają niebieskiego odcienia w trakcie wzrostu. Odcień ten mają nawet niedojrzałe samce. Dobrze karmione szybko rosną. Dojrzałość płciową samice osiągają przy wielkości ciała około 5–6 cm. Niektóre samce dojrzewają już po roku, samice po około 2 latach. Samica ma niebieskawe odnóża, brązowy głowotułów i odwłok, a samiec jest brązowy; na odwłoku ma silnie zaznaczony ornament, który u samicy jest słabo widoczny. Niektóre dorosłe, starsze samice są dość ciemne i nie widać ich charakterystycznego, niebieskiego ubarwienia. W ostatnich latach odkryto kilka odmian barwnych tego gatunku, stąd rozbieżności w ubarwieniu.

## Występowanie
Na wolności zamieszkuje lasy Mjanmy, Tajlandii i Kambodży.

## Zachowanie
Nie są wybrednymi smakoszami, chętnie jedzą różnego rodzaju owady. Dorosłym samicom można podać od czasu do czasu małą mysz. Ptasznik kobaltowy jest gatunkiem agresywnym i szybkim, atakuje bez wahania, a jego jad może być potencjalnie niebezpieczny dla zdrowia człowieka. Samego wbicia kłów można nie zauważyć. Po ukąszeniu mogą wystąpić bóle i zawroty głowy oraz osłabienia. Objawy te przechodzą po kilku godzinach. Jako plus można wymienić to, że nie wyczesuje włosków parzących z odwłoka. Jednak kiedy ma zapewnione dobre warunki staje się spokojnym pająkiem. Czasem zamiast zaatakować woli schować się do norki. Cyriopagopus lividus jest ptasznikiem podziemnym - swoje nory kopie pod powierzchnią ziemi. W terrarium czyni to zazwyczaj przy jego ściankach.